# Carcelia recilnata
Carcelia recilnata là một loài ruồi trong họ Tachinidae.